# Peak Mountain
Pour l’article homonyme, voir Peak Mountain (Caroline du Nord).
Peak Mountain, aussi appelée Copper Mountain, est une montagne située au sein de la vallée du Connecticut, dans l'état du même nom (États-Unis), et faisant partie de Metacomet Ridge. Le sommet s'élève à environ 223 mètres d'altitude.

## Géographie

### Topographie
Peak Mountain s'élève abruptement à 120 mètres de hauteur, à cheval au-dessus de la vallée du Connecticut à l'est et du Salmon Brook, émissaire de la rivière Farmington, à l'ouest. Elle s'étend sur 4,8 kilomètres de long pour 1,6 kilomètre en son point le plus large. Son point culminant atteint environ 223 mètres d'altitude. Le toponyme de Copper Mountain s'applique parfois exclusivement à une hauteur s'élevant à 205 mètres d'altitude au sud de l'arête. La montagne se situe intégralement sur le territoire d'East Granby. Elle se prolonge au nord par West Suffield Mountain et au sud par Hatchet Hill.

### Géologie
Peak Mountain, comme la plus grande partie de Metacomet Ridge, est composée de basalte, une roche volcanique. Elle s'est formée à la fin du Trias lors de la séparation de la Laurasia et du Gondwana, puis de l'Amérique du Nord et de l'Eurasie. La lave émise au niveau du rift s'est solidifiée en créant une structure en mille-feuille sur une centaine de mètres d'épaisseur. Les failles et les séismes ont permis le soulèvement de cette structure géologique caractérisée par de longues crêtes et falaises.

### Écosystème
La combinaison des crêtes chaudes et sèches, des ravines froides et humides et des éboulis basaltiques est responsable d'une grande variété de microclimats et d'écosystèmes abritant de nombreuses espèces inhabituelles pour la région. Peak Mountain est un important corridor migratoire saisonnier pour les rapaces. Vingt espèces y ont été recensées, dont le Pygargue à tête blanche, la Crécerelle d'Amérique, l'Aigle royal et le Faucon pèlerin.

## Activités

### Tourisme

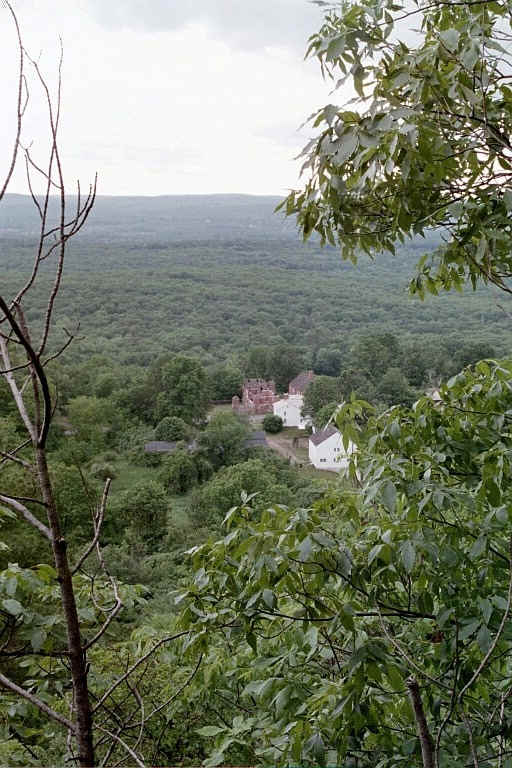
Vue sur Old Newgate Prison depuis Peak Mountain.

Une partie des 82 kilomètres du Metacomet Trail, maintenu par la Connecticut Forest and Park Association, traverse Peak Mountain et est ouverte à la randonnée pédestre, à la raquette à neige, à l'observation ornithologique et à diverses autres activités de détente. Le panorama sur les Barn Door Hills et Manitook Mountain est particulièrement intéressant.
Peak Mountain offre une vue plongeante sur l'Old Newgate Prison, devenue attraction touristique en 1860. Bâtie avant la guerre d'indépendance des États-Unis d'Amérique, son nom lui vient de la prison de Newgate à Londres. Elle a été classée National Historic Landmark. Elle a constitué la première mine de cuivre d'Amérique et la première prison des États-Unis.

### Menaces et protections environnementales
Les principales menaces et pollutions visuelles qui pèsent sur Peak Mountain sont l'étalement périurbain et le creusement de carrières. L’East Granby Land Trust a joué un rôle important dans la conservation de Peak Mountain. En 2000, elle a fait l'objet d'une étude du National Park Service en vue d'être intégrée dans un nouveau National Scenic Trail, le New England National Scenic Trail, qui aurait inclus le Metacomet-Monadnock Trail au Massachusetts d'une part, les Mattabesett Trail et Metacomet Trail au Connecticut d'autre part.